# Stokkum (Gelderland)
Stokkum (Nederfrankisch: Stökkum) is een van de elf kerkdorpen van de gemeente Montferland, gelegen in de Gelderse streek Liemers.   Stokkum ligt aan de voet van de Hulzenberg dat een onderdeel is van het Bergherbos, ook bekend als het Montferland. Op de hellingen van de Hulzenberg liggen de 'zandbulten'. Stokkum telde in 2023 1.200 inwoners. Het dorp bezit een oude korenmolen, genaamd de Düffels Möl.

## Geschiedenis

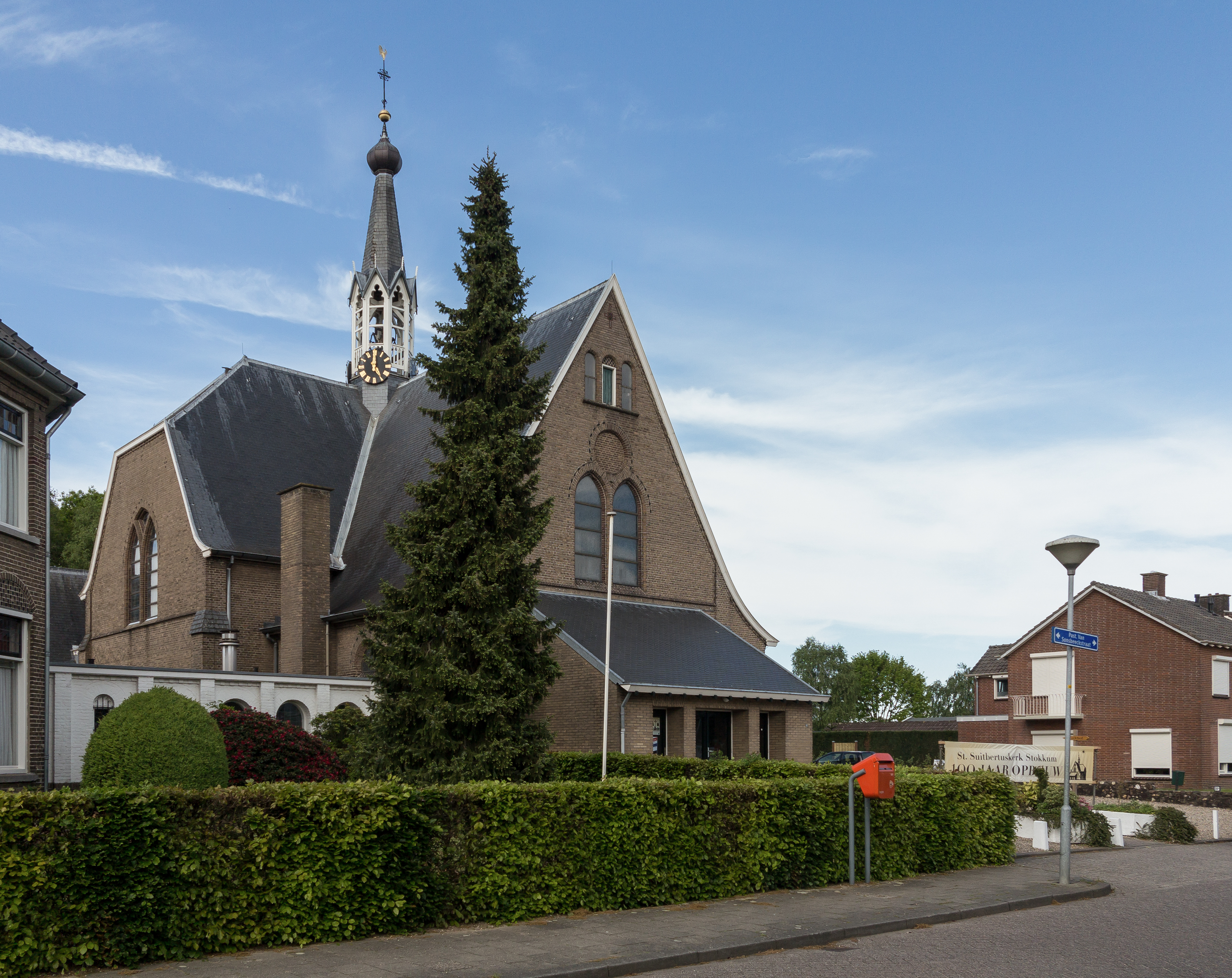
De Sint-Suitbertuskerk

Uit bodemvondsten blijkt dat de bossen in de omgeving van Stokkum 2500 jaar geleden al bewoond moeten zijn. Vormen van ontginning hebben vermoedelijk al in de zevende eeuw voor Christus plaatsgevonden. In de omgeving zijn ook veel ijzerslakken aangetroffen. Uit het ijzeroer werd in die periode ijzer gewonnen. IJzeroer wordt nog wel aangetroffen in een beekje, de Sprung.
In het jaar 1240 wordt Stokkum in geschriften voor het eerst genoemd als Stokhem. Aan het achtervoegsel -hem is te zien dat het oorspronkelijk een zogenaamde Rijkskarolingische nederzetting is geweest, een vestiging van Frankische soldaten. Die staken, rond 800 na Christus, veelvuldig de Rijn over en koloniseerden gebieden aan de overkant (onder andere de Liemers). De naam Stokkum komt van "Stok", verbonden met het kappen van bomen, terwijl "heim" de betekenis van huis of dorp kan hebben.
De Sint-Suitbertuskerk werd in 1915 in gebruik genomen. De Heilige Suïtbertus, afkomstig uit Engeland, is als patroonheilige gekozen. De architect heeft geprobeerd de kerk aan te passen aan de toenmalige kleinschalige gemeenschap, gesitueerd in het glooiende landschap.
Tot diep in de twintigste eeuw had het Stokkumer Broek ten zuiden van de dorpskern regelmatig te maken met overstromingen vanuit de richting van het Rijnland en Pannerdensch Kanaal. Om deze reden viel het gebied waarin Stokkum ligt onder het Polderdistrict Oude Rijn, nu het waterschap Rijn en IJssel.

## Grensovergangen
Aan de zuidzijde van het dorp ligt de landsgrens met Duitsland. Vanuit het dorp zijn er een drietal grensovergangen, alle voormalige groene grensovergangen. Deze zijn, van oost naar west:
- Grensovergang De Linthorst;
- De fiets-/voetgangersovergang over de Duitse A3 tussen Stokkum en Elten, te midden van de Montferlandse bossen. De grens ligt hier parallel aan de Duitse autosnelweg;
- Grensovergang de Boterweg. Deze grensovergang ligt in de bossen tussen Stokkum en Beek. De weg is een zandpad.

## Bezienswaardigheden en monumenten
- Hagelkruis Stokkum
- Lijst van rijksmonumenten in Stokkum
- Lijst van gemeentelijke monumenten in Stokkum